# 박종우 (1979년)
박종우(朴鐘佑, 1979년 4월 11일 ~ )는 대한민국의 은퇴한 축구 선수이다. 선수 시절 포지션은 공격수이다. 친동생인 박종찬 역시 축구 선수로 활약하고 있다.

## 축구인 경력

### 선수 경력
2002년 자유계약으로 전남 드래곤즈에 입단하였다. 2002년 7월 7일 열린 대전 시티즌과의 K리그 개막전에서 데뷔골을 기록했다. 데뷔 시즌인 2002시즌 리그컵 포함 24경기에 출전하였다. 2007년 창단 2년차를 맞은 경남 FC로 이적하였고 2008 시즌까지 주전으로 활약하였다.
2009년 내셔널리그의 울산 현대미포조선으로 이적하였다.
2011년 옌볜 창바이 타이거스에서 활약한 후 선수 생활을 마무리하였다.